# Drešnica
Drešnica (izvirno srbsko Дрешница) je naselje v Srbiji, ki upravno spada pod Občino Blace; slednja pa je del Topliškega upravnega okraja.

## Demografija
V naselju živi 94 polnoletnih prebivalcev, pri čemer je njihova povprečna starost 55,7 let (53,9 pri moških in 57,2 pri ženskah). Naselje ima 44 gospodinjstev, pri čemer je povprečno število članov na gospodinjstvo 2,32.
To naselje je, glede na rezultate popisa iz leta 2002, večinoma srbsko, a v času zadnjih treh popisov je opazno zmanjšanje števila prebivalcev.
|  |

| Demografija | Demografija     | Demografija     |
| Leto        | Št. prebivalcev | Št. prebivalcev |
| ----------- | --------------- | --------------- |
|             |                 |                 |
|             |                 |                 |
|             |                 |                 |
|             |                 |                 |
| 1948        | 320             |                 |
| 1953        | 356             |                 |
| 1961        | 332             |                 |
| 1971        | 270             |                 |
| 1981        | 218             |                 |
| 1991        | 125             | 125             |
| 2002        | 102             | 102             |
|             |                 |                 |

| Etnična sestava po popisu iz leta 2002 | Etnična sestava po popisu iz leta 2002 | Etnična sestava po popisu iz leta 2002 | Etnična sestava po popisu iz leta 2002 | Etnična sestava po popisu iz leta 2002 |
| -------------------------------------- | -------------------------------------- | -------------------------------------- | -------------------------------------- | -------------------------------------- |
| Srbi                                   | Srbi                                   |                                        | 100                                    | 98,03%                                 |
| Jugoslovani                            | Jugoslovani                            |                                        | 2                                      | 1,96%                                  |
| Neznano                                | Neznano                                |                                        | 0                                      | 0,0%                                   |